# Pitta sordida
La pita encapuchada (Pitta sordida) es una especie de ave paseriforme de la familia Pittidae distribuida por la región indomalaya desde el sur de China y la India hasta Filipinas y las islas de la Sonda, la Wallacea y Nueva Guinea.

## Subespecies
Se reconocen las siguientes:
- P. s. abbotti -
- P. s. bangkana -
- P. s. cucullata -
- P. s. forsteni -
- P. s. goodfellowi -
- P. s. hebetior -
- P. s. mefoorana -
- P. s. muelleri -
- P. s. novaeguineae -
- P. s. palawanensis -
- P. s. rosenbergii -
- P. s. sanghirana -
- P. s. sordida